# Berles New Military Cemetery
Berles New Military Cemetery is een Britse militaire begraafplaats met gesneuvelden uit de Eerste Wereldoorlog, gelegen in de Franse gemeente  Berles-au-Bois (Pas-de-Calais). De begraafplaats werd ontworpen door William Cowlishaw en ligt aan de Rue du Moulin op een splitsing van twee wegen, ruim 600 m ten noordwesten van het dorpscentrum (Eglise Saint-Pierre). Ze heeft een driehoekig grondplan met een oppervlakte van 942 m² en wordt omgeven door een haag. Het Cross of Sacrifice staat vooraan vlak bij de ingang. Het terrein ligt iets hoger dan het straatniveau en de toegang bestaat uit een vijftal traptreden en een metalen hek tussen twee bakstenen zuiltjes. 
De begraafplaats wordt onderhouden door de Commonwealth War Graves Commission. 
Er liggen 179 doden begraven waaronder 1 niet geïdentificeerde.

## Geschiedenis
Vanaf de zomer van 1915 kwam Berles-au-Bois, na overname van de Franse troepen, in Britse handen en bleef dit tot het einde van de oorlog. Het dorp werd zwaar beschadigd door vijandelijke artilleriebeschietingen. Toen de Britse uitbreiding van de gemeentelijke begraafplaats werd gesloten begonnen gevechtseenheden met de aanleg van de begraafplaats in januari 1917. Ze werd gebruikt tot april 1918.
Er worden 167 Britten herdacht waaronder 1 niet geïdentificeerde. Er liggen ook 12 Fransen begraven.

## Onderscheiden militairen
- Frederick William Lumsden, brigadegeneraal bij de General Staff werd onderscheiden met het Victoria Cross, de Order of the Bad en viermaal de Distinguished Service Order (VC, CB, DSO and 3 Bars).
- Evan Murray MacGregor Balfour, onderluitenant bij de Scots Guards werd onderscheiden met het Military Cross (MC.
- F.H. Read, compagnie sergeant-majoor bij de Royal Fusiliers werd onderscheiden met de Distinguished Conduct Medal en de Military Medal (DCM, MM).
- John Todd, korporaal bij het Border Regiment ontving de Distinguished Conduct Medal (DCM).
- de sergeanten Henry Edward Hayes en James Savage ontvingen de Military Medal (MM).

## Bijzondere grafzerk
- de Franse soldaat Georges Rentz, van het 43è Regiment d'infanterie colonial ligt onder een grafsteen die gelijkt op de gebruikelijke Britse grafstenen, in tegenstelling tot de meer typische Franse kruisen die te zien zijn op de graven eromheen.